# Plagiobryoides incrassatolimbata
Plagiobryoides incrassatolimbata là một loài Rêu trong họ Bryaceae. Loài này được (Cardot) J.R. Spence mô tả khoa học đầu tiên năm 2005.